# La història de Marie Heurtin
La història de Marie Heurtin (originalment en francès, Marie Heurtin) és una pel·lícula biogràfica francesa de 2014 dirigida per Jean-Pierre Améris i escrita per Améris i Philippe Blasband. Està basada en la història real de Marie Heurtin (1885-1921), una noia que va néixer sordcega a la França de finals del segle xix. La pel·lícula va guanyar el premi Piazza Grande del 67è Festival Internacional de Cinema de Locarno. S'ha doblat i subtitulat al català.

## Argument
El 1897, la filla d'un artesà humil i la seva muller, neix sordcega i incapaç de comunicar-se amb el món que l'envolta. Desesperada per trobar una connexió amb la Marie i evitar d'enviar-la a un asil, Heurtins l'envia al Larnay Institut de França, on un orde de monges catòliques dirigeix una escola per noies sordes. Allà, la Germana idealista Marguerite veu en la Marie un potencial únic i, malgrat l'escepticisme de la seva Mare Superior, la noia avança en la claror.
La història de Marie Heurtin es basa en la història real de Marie Heurtin, que va continuar la seva educació a l'institut i hi va viure fins a la seva mort quan tenia 36 anys. Algunes fonts diuen que Marie va tenir una germana va anomenada Martha, que també era sordcega, i que va portar Marie a l'institut.

## Repartiment
- Isabelle Carré: Germana Marguerite
- Ariana Rivoire: Marie Heurtin
- Brigitte Catillon: Mare Superiora
- Noémie Churlet: Germana Raphaëlle
- Gilles Treton: Senyor Heurtin
- Laure Duthilleul: Madame Heurtin
- Martine Gautier: Germana Véronique
- Patricia Legrand: Germana Joseph
- Sonia Laroze: Germana Elisabeth
- Valérie Leroux: Germana Blandine
- Fany Buy: Germana Marthe
- Noémie Bianco: Germana Anne
- Eline De Lorenzi: Germana Clothilde
- Tiphaine Rabaud Fournier: Germana Marie-Ange

## Crítica
- "Film narrat des del respecte, la delicadesa i l'austeritat (encara que sense malbaratament d'audàcia), brilla com a mostra d'un cinema autènticament humanista (...) Puntuació: ★★★ (sobre 5)"[6]
- "Aquest emocionant drama del segle xix ofereix petites però satisfactòries variacions sobre un dels contes més volguts del teatre nord-americà."[7]
- "Aquest biopic de 'Francès Helen Keller' és una font d'inspiració, però també conté tocs més lleugers."[8]